# Randy Nohr
Randall Allan Nohr, detto Randy (Burnaby, 26 giugno 1977), è un ex cestista e allenatore di pallacanestro canadese.

## Carriera
Con il Canada ha disputato i Campionati americani del 2005.

## Palmarès
- CCAA Player of the Year (1999)
- CIAU (2000, 2001)
- Campione di Danimarca (2004)